# Olivia Wunsch
Olivia Wunsch (* 31. Mai 2006 in Sydney) ist eine australische Schwimmerin. Sie gewann eine Goldmedaille bei Olympischen Spielen.

## Karriere
Olivia Wunsch schwimmt für das Carlile Swim Centre.
Bei den Panpazifischen Juniorenmeisterschaften 2022 wurde sie Dritte über 100 Meter Freistil. Zusätzlich gewann sie die Silbermedaille mit der 4-mal-100-Meter-Freistilstaffel und mit der 4-mal-200-Meter-Freistilstaffel. 2023 erschwamm Wunsch bei den Juniorenweltmeisterschaften fünf Goldmedaillen und eine Bronzemedaille. Bei ihren Einzelstarts siegte sie über 100 Meter und über 50 Meter Freistil und wurde Dritte über 50 Meter Schmetterling. Gold gewann sie auch mit der 4-mal-100-Meter-Freistilstaffel und mit der 4-mal-100-Meter-Lagenstaffel. Hinzu kam der erste Platz mit der 4-mal-100-Meter-Mixed-Freistilstaffel.
Bei den Olympischen Spielen 2024 in Paris schwamm die 4-mal-100-Meter-Freistilstaffel mit Olivia Wunsch, Bronte Campbell, Meg Harris und Emma McKeon die schnellste Vorlaufzeit. Im Endlauf waren Mollie O’Callaghan, Shayna Jack, Emma McKeon und Meg Harris zweieinhalb Sekunden schneller als die Vorlaufstaffel. Die Australierinnen siegten mit über einer Sekunde Vorsprung vor dem US-Quartett und den Chinesinnen. Alle sechs beteiligten australischen Schwimmerinnen erhielten eine Goldmedaille.